# Sandro Collino
Alessandro Collino (Torino, 26 febbraio 1892 – Lonigo, 25 dicembre 1918) è stato un dirigente sportivo e calciatore italiano, di ruolo difensore.

## Carriera
Alessandro Collino detto Sandro o Collino II, fratello minore di Giuseppe Collino (Collino I) e maggiore di Mario Collino (Collino III), nonché cugino di Luigi Collino (n. 1890), tutti calciatori dell'epoca pionieristica.
Si iscrisse alla facoltà di Giurisprudenza di Torino nel 1910, laureandosi il 26 novembre 1914
Fece il suo esordio con la Juventus il 12 dicembre 1909 contro l'Ausonia Milano in una vittoria per 6-0, quando segnò anche la sua prima rete, mentre la sua ultima apparizione fu il 6 dicembre 1914 contro il Veloces Biella, in una vittoria per 5-0. In sei stagioni bianconere collezionò 15 presenze e 5 reti.
Ritiratosi dall'attività agonistica, entrò nei quadri dirigenziali del sodalizio bianconero, ma solo per pochi mesi, perché poco dopo la nomina partì per la Grande Guerra col grado di Tenente d'artiglieria. Immediatamente dopo il termine del conflitto, venne colpito da una malattia che lo costrinse all'ospedale militare di Lonigo, dove spirò il giorno di Natale del 1918.

## Statistiche

### Presenze e reti nei club
| Stagione        | Club            | Campionato      | Campionato | Campionato |
| Stagione        | Club            | Comp            | Pres       | Reti       |
| --------------- | --------------- | --------------- | ---------- | ---------- |
| 1909-1910       | Juventus        | Prima categoria | 3          | 2          |
| 1910-1911       | Juventus        | Prima categoria | 0          | 0          |
| 1911-1912       | Juventus        | Prima categoria | 3          | 0          |
| 1912-1913       | Juventus        | Prima categoria | 2          | 0          |
| 1913-1914       | Juventus        | Prima categoria | 2          | 1          |
| 1914-1915       | Juventus        | Prima categoria | 5          | 2          |
| Totale Juventus | Totale Juventus |                 | 15         | 5          |
| Totale carriera | Totale carriera |                 | 15         | 5          |